# Mount Gimie
Mount Gimie (950 m n. m.) je hora na ostrově Svatá Lucie v Malých Antilách ve východním Karibiku. Jedná se o nejvyšší horu ostrova i celého státu. Hora má vulkanický původ a v současnosti ji porůstá tropický deštný les.